# Villa Silípica
Villa Silípica, a veces llamada simplemente Silípica, es una localidad argentina ubicada en el departamento Silípica de la provincia de Santiago del Estero. Se encuentra 8 km al oeste del río Dulce, y a 6 km de Simbol y de la Ruta Nacional 9.
Pese a estar poblada desde el período colonial, su importancia decayó cuando el trazado del ferrocarril la marginó, expulsando a sus pobladores a otros parajes. Sus productores participan de la reconocida feria de Upianita. Cuenta con una escuela y de esta localidad parte un acueducto que abastece a varias localidades de la zona.
A fines del siglo XX, se erigió un templete en honor a María Antonia de Paz y Figueroa, más conocida como Mama Antula, una laica consagrada cristiana, fundadora de las Hijas del Divino Salvador, quien nació en el pueblo el 11 de febrero de 1730.
En 2016, tras la beatificación de Mama Antula, se inauguró en su honor una capilla, la segunda de Villa Silípica. La otra, de más de dos siglos de antigüedad, rinde homenaje a la Virgen de Montserrat, patrona del pueblo.
En la nueva capilla, de color blanco, hay una reliquia, un pedazo de hueso de Mama Antula, donación de la Santa Casa de Ejercicios que ella fundó en la ciudad de Buenos Aires. Muchas personas se acercan a rendirle homenaje y rezar en la capilla.
En la entrada del pueblo hay un cartel de bienvenida con el nombre de la localidad. Tiene una plazoleta en la que hay una sala de primeros auxilios y un destacamento de la policía. A una cuadra, cuenta asimismo con un patio de comidas con lagos, fauna variada y árboles nativos. Hay quebrachos, algarrobos, mistoles, itines, pacarás y un gran ceibo. Allí se pueden realizar cabalgatas, ciclismo por el Camino Real, senderismo, observación de aves y paseos en kayak.
El domingo 11 de febrero de 2024, se realizó una histórica vigilia en Silípica por la canonización en Roma de Mama Antula por el papa Francisco.

## Población
Cuenta con 98 habitantes (Indec, 2010), lo que representa un leve descenso del 1% frente a los 99 habitantes (Indec, 2001) del censo anterior.
| Gráfica de evolución demográfica de Villa Silípica entre 1991 y 2010 |
|                                                                      |
| Fuente: Censos nacionales del INDEC                                  |